# Chiến tranh Punic

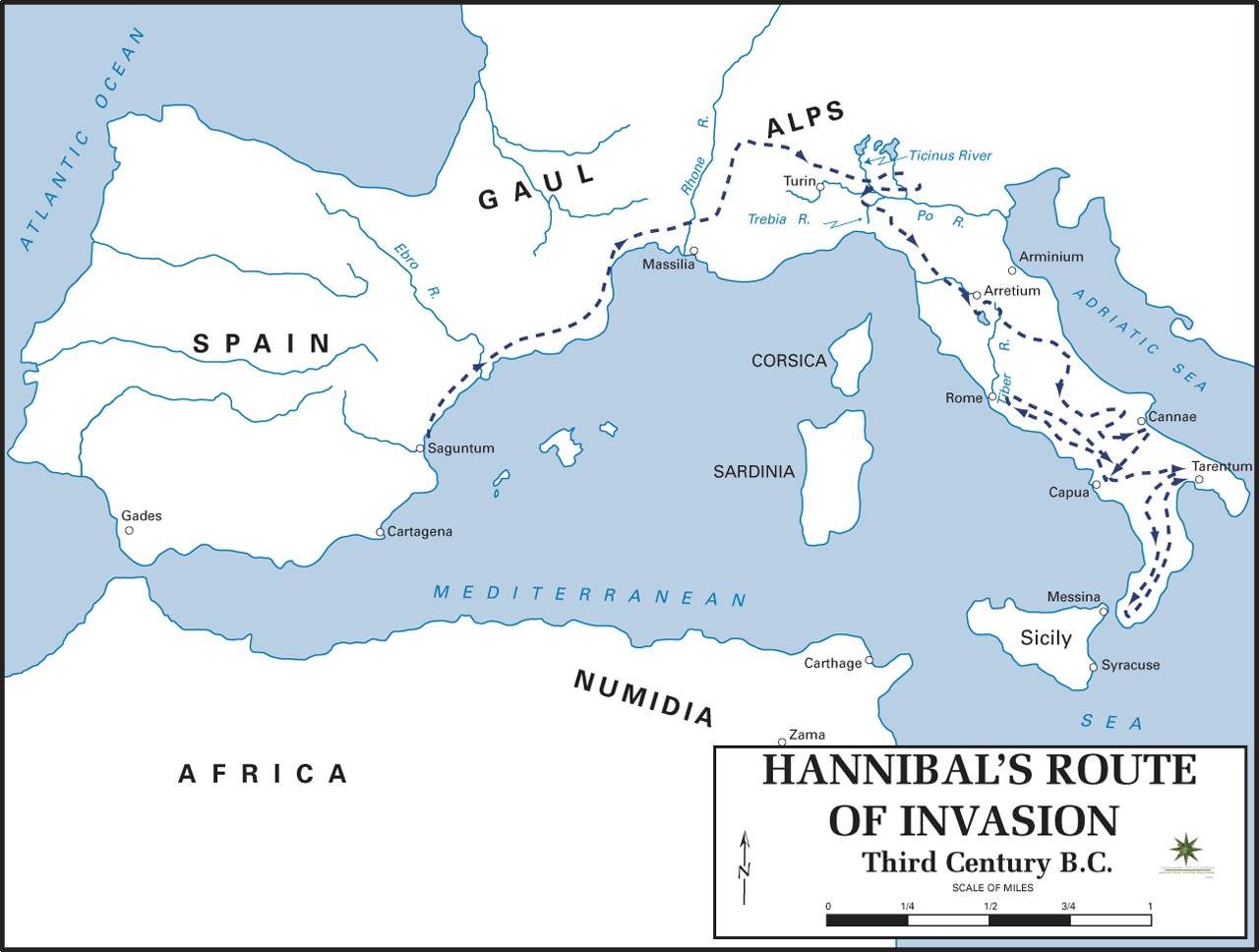
Con đường xâm lược của Hannibal trong Chiến tranh Punic lần 2

Chiến tranh Punic là 3 cuộc chiến tranh giữa La Mã và Carthage. Tên gọi này bắt nguồn từ việc theo tiếng Latin, người Carthage còn được gọi là người Punic, vì họ là con cháu của người Phoenicia.
Nguyên nhân chính của Chiến tranh Punic là đụng độ của các lợi ích giữa đế chế Carthage hiện tại và việc mở rộng Cộng hòa La Mã. Người La Mã đã bước đầu quan tâm đến việc mở rộng thông qua Sicilia, một phần trong số đó nằm dưới sự kiểm soát của Carthage.Vào thời điểm bắt đầu cuộc chiến tranh Punic lần thứ nhất,Carthage là quyền lực chi phối vùng phía Tây Địa Trung Hải, với một đế chế hàng hải rộng lớn, trong khi Roma đã nhanh chóng tăng dần sức mạnh tại Ý, nhưng thiếu sức mạnh hải quân so với Carthage. Vào cuối cuộc chiến thứ ba, sau hơn một trăm năm và cái chết của hàng trăm ngàn binh sĩ của cả hai bên, Roma đã chinh phục đế chế Carthage và san bằng thành phố, trở thành bang mạnh nhất của miền Tây Địa Trung Hải.Với sự kết thúc của Chiến tranh Macedonia -mà xảy ra cùng thời với chiến tranh Punic -và thất bại của nhà vua Seleucos Antiochos III Đại đế trong cuộc chiến tranh La Mã-Syria (Hiệp ước Apamea,năm 188 TCN) ở vùng biển phía Đông, Roma nổi lên như là thế lực thống trị Địa Trung Hải và là một trong những thành bang hùng mạnh nhất thế giới cổ đại.

## Hoàn cảnh lịch sử

Hình ảnh Hannibal và quân đội của ông băng qua dãy Alps trong Chiến tranh Punic lần thứ hai.

Lực lượng hải quân hùng mạnh nhất trên Địa Trung Hải trong thế kỷ 3 trước Công nguyên là Carthage, quốc gia phía bắc châu Phi gần Tunisia ngày nay. Người Carthage là người gốc Phoenicia và Carthage là một thuộc địa cũ của Phoenicia từ thế kỷ 9 trước CN. Từ Carthage trong tiếng Phoenicia có nghĩa là "thành phố mới". Đến thế kỷ 6 trước CN, Phoenicia bị chinh phục bởi người Assyria (là những bộ lạc Semitic sống ở phía bắc Mesopotamia) và sau đó là người Ba Tư. Tuy nhiên Carthage lại không bị ảnh hưởng và trở thành một quốc gia độc lập hoàn toàn. Song song với cuộc chinh phục bán đảo Ý của La Mã, Carthage cũng mở rộng lãnh thổ của mình ra khắp Bắc Phi. Khi La Mã hoàn tất cuộc chinh phục Ý của mình thì Carthage cũng đã kiểm soát toàn bộ bờ biển Bắc Phi từ phía Tây Libya đến eo biển Gibraltar (bờ biển phía nam Tây Ban Nha), hầu hết bờ biển phía nam Tây Ban Nha cũng như các đảo Corse và Sardegna ở Châu Âu. Carthage trở thành một cường quốc, họ kiểm soát hầu hết các hoạt động giao thương trên Địa Trung Hải, cung cấp binh lính, nô lệ và hàng hóa, và tích trữ lượng lượng vàng bạc khổng lồ từ các mỏ khai thác ở Tây Ban Nha.
Hai đế chế hùng mạnh này bắt đầu va chạm nhau vào giữa thế kỷ 3 trước Công nguyên, khi quyền lực của La Mã đã vươn tới cực nam của Ý. Thực ra, hai bên đã có những tiếp xúc rời rạc trước đó nhưng chưa bên nào cảm thấy mối đe dọa đến từ bên kia. Người La Mã có hiểu biết kỹ lưỡng về người Carthage. Họ gọi những người này bằng cái tên gốc là người Phoenicia. Trong tiếng Latin, nó được viết là Poeni, đây là nguồn gốc cái tên Punic của cuộc chiến tranh trong bài này. Cuộc chiến bất hạnh cho Carthage này là không thể tránh được. Nằm giữa Carthage và Ý là hòn đảo lớn Sicilia. Carthage kiểm soát nửa phía tây của hòn đảo, nhưng với việc đã kiểm soát cực nam của bán đảo Ý thì La Mã chỉ còn cách Sicilia một tầm tay. La Mã can thiệp vào cuộc nổi dậy của người Messana chống lại Carthage, và chiến tranh Punic lần thứ nhất nổ ra.
Năm 264 TCN, Cộng hòa La Mã đã giành quyền kiểm soát bán đảo Ý phía nam của sông Po. Không giống như Carthage, Roma đã có quân đội thường trực lớn được tuyển dụng từ các công dân La mã. Mặt khác,khi bắt đầu của Chiến tranh Punic lần đầu tiên,người La Mã đã không có hải quân thường trực,dẫu vậy họ đã xây dựng lực lượng hải quân trong suốt cuộc chiến.

## Chiến tranh Punic lần thứ nhất (264-241 trước CN)
Bài chi tiết: Chiến tranh Punic lần thứ nhất 
Nổ ra năm 264 TCN, chủ yếu diễn ra trên đảo Sicilia. La Mã bao vây nhiều thành phố của Carthage ở Sicilia và khi Carthage đưa hải quân của mình đến giải vây, La Mã hủy diệt hoàn toàn lực lượng hải quân này. Lần đầu tiên kể từ khi thành lập, Đế chế Carthage chuốc lấy thất bại trên biển. Cuộc chiến chấm dứt với chiến thắng không thực sự thuộc về bên nào. Năm 241 TCN, một hiệp ước được ký năm 241 giữa 2 bên với việc Carthage phải rời bỏ Sicilia (dù chưa bị mất vào tay La Mã) và bồi thường một khoản cho chiến tranh. Ngay sau đó, Carthage phải đối mặt với các vụ nổi loạn của lực lượng lính đánh thuê, và La Mã hưởng lợi từ sự lộn xộn này với việc chiếm được đảo Corse. La Mã rất e ngại người Carthage và muốn xây dựng một vùng đệm an toàn càng lớn càng tốt giữa La Mã và Carthage. Sau Sicilia và Corse, La Mã tiếp tục muốn đẩy người Carthage ra khỏi Sardegna, hòn đảo phía tây bán đảo Ý. Carthage phản ứng bằng cách gia tăng sức mạnh ở Châu Âu. Trước tiên, họ đưa tướng Hamilcar và con trai ông ta là Hannibal tới Tây Ban Nha thiết lập chế độ thuộc địa và xây dựng quân đội. Ở đây, hai cha con này lập quan hệ đồng minh với các nước vùng Iberia, và quân đội Carthage chiêu mộ từ các quốc gia đồng minh lặng lẽ lớn mạnh và quyền lực cùng ảnh hưởng của Carthage vươn khắp bán đảo Iberia.

## Chiến tranh Punic lần thứ hai (218-202 trước CN)
Bài chi tiết:Chiến tranh Punic lần thứ hai 
Rất lo lắng trước tình hình này nên khi Saguntum, một thành phố nhỏ ở Tây Ban Nha yêu cầu Roma trở thành đồng minh, La Mã đã không từ chối. Vài năm sau, Hannibal, một tướng trẻ 25 tuổi trở thành tổng chỉ huy quân Carthage ở Tây Ban Nha. Lúc đầu, Hannibal cho phép người Saguntum sử dụng các bến cảng rộng lớn để tránh xung đột với La Mã. Nhưng Saguntum với giúp đỡ của người đồng minh La Mã, bắt đầu chơi trò chính trị với các thành phố Tây Ban Nha khác. Bỏ qua những đe dọa trực tiếp từ La Mã, Hannibal tấn công và chiếm giữ Saguntum. La Mã cố gắng thu xếp vấn đề này bằng con đường ngoại giao. Họ yêu cầu Carthage cách chức Hannibal và đưa ông này đến Roma. Chiến tranh Punic lần 2 nổ ra năm 218 trước CN khi Carthage khước từ yêu cầu này. Nhưng lần này, La Mã phải đối mặt với một địch thủ đáng sợ. Trong thời gian sau cuộc chiến lần 1, Carthage đã tạo ra một đội quân hùng mạnh. Hannibal đã đưa đội quân này đi dọc châu Âu và tháng 9 năm 218, ông đưa quân Carthage vượt dãy Alpes bắt đầu cuộc xâm lược Ý. Dù mệt mỏi vì quãng đường vận động chiến, Hannibal vẫn ngay lập tức đập tan quân La Mã ở phía bắc Ý. Chiến thắng ngoạn mục này đã khiến nhiều chiến binh du mục Gaul gia nhập đoàn quân của Hannibal nâng tổng số quân của ông lên trên 50 000. Chiến thắng của Hannibal trước người La Mã được đảm bảo bằng việc thuyết phục các đồng minh của La Mã và sáp nhập nhiều thành phố vào Carthage.
Người La Mã hiểu rằng họ không thể đánh bại Hannibal. Tuyệt vọng, La Mã trao quyền cho nhà độc tài Quintus Fabius Maximuss. Fabius ra lệnh tránh chiến tranh trực diện bằng mọi giá, chỉ đánh du kích cho tới khi quân Carthage suy yếu đủ để tấn công trực diện. Nhưng khi Hannibal hành quân tới Cannae (trận Cannae) năm 216 trước CN, Fabius đưa đội quân 80 000 người ra chống lại. Đội quân này ngay lập tức bị Hannibal tiêu diệt hoàn toàn, đây là thất bại lớn nhất Rome từng trải qua. Các đồng minh phía Nam Ý của La Mã chạy sang phía Hannibal, toàn bộ Sicilia trở thành đồng minh của Carthage. Thêm vào đó, vua Philippos V của Macedonia, người kiểm soát hầu hết lãnh địa Hy Lạp cũng ngả theo Hannibal và bắt đầu cuộc chiến tranh chống lại La Mã năm 215 trước CN. Tình hình gần như tuyệt vọng đối với La Mã. Fabius không còn dũng khí đối đầu với Hannibal. Hannibal đưa quân đội vòng quanh Ý mà không còn bất cứ sự chống cự nào. Tuy nhiên, Hannibal không có đủ lực lượng và trang bị để bao vây hay tấn công ồ ạt các thành phố như Roma. Tất cả những gì ông có thể làm là đi khắp các miền nông thôn Ý và tàn phá.
La Mã quyết định tấn công hậu phương của Hannibal. Biết rằng Hannibal phụ thuộc vào nguồn cung cấp nhân lực và vật lực từ Tây Ban Nha, La Mã trao cho Publius Cornelius Scipio (237-183 TCN), một thiên tài về chiến lược chức Thống đốc Tây Ban Nha, một hành động không hợp hiến vì vị tướng trẻ này chưa bao giờ là quan chấp chính. Scipio, sau này được gọi bằng cái tên Scipio Africanus vì chiến thắng của ông trước người Carthage trên đất Châu Phi, đã nhanh chóng chinh phục toàn bộ Tây Ban Nha. Đến lúc này, Hannibal bị mắc cạn trên đất Ý. Sau đó, Scipio đưa quân vào châu Phi và buộc người Carthage phải đề nghị Roma một hiệp ước hòa bình. Một phần của hiệp ước này là Hannibal phải rời khỏi bán đảo Ý. Hannibal là một trong những danh tướng vĩ đại nhất trong lịch sử thế giới. Trong suốt cuộc chiến tranh với La Mã, ông không hề thua một trận nào. Dù vậy ông vẫn buộc phải rút lui. Và dù thắng trong tất cả các trận đánh, Hannibal đã thua trong cuộc chiến tranh này. Khi Hannibal quay trở lại, người Carthage lấy lại tinh thần và thêm một lần nữa nổi dậy chống lại La Mã. Năm 202 TCN, Hannibal và Scipio giao chiến ở At Zama phía bắc châu Phi và tại đây Hannibal nếm chiến bại đầu tiên. Carthage bị đưa xuống thành một bang độc lập. La Mã lúc này kiểm soát toàn bộ miền tây Địa Trung Hải bao gồm cả khu vực Bắc Phi.
Cuộc chiến này mang đến cho La Mã những kinh nghiệm lịch sử. Họ đã phải đối mặt với những thất bại hiển nhiên trước một địch thủ hùng mạnh và cuối cùng đã chiến thắng những kẻ thù vượt trội này. Tính cách La Mã được nhìn nhận từ cuộc chiến tuyệt vọng này đã xuyên suốt phần còn lại của lịch sử đế chế. Chiến tranh Punic lần 2 đưa La Mã từ một quyền lực có tính khu vực trở thành một đế chế trên toàn thế giới. Với việc Philip V của Macedonia bắt tay với Hannibal tiến hành chiến tranh chống lại Roma, La Mã chuyển hướng chiến tranh về phía đông trước tiên xâm chiếm Macedonia và sau đó là các vương quốc Hi Lạp khác. Kết quả cuối cùng của chiến tranh Punic lần thứ hai là sự thống trị thế giới của La Mã.

## Chiến tranh Punic lần 3 (149-146 trước CN)
Trong những năm tiếp theo, La Mã tiếp tục chinh phục các quốc gia Hy Lạp ở phía đông. Ở phía tây, họ đàn áp tàn bạo người Iberia và trút thịnh nộ lên đầu người Carthage. Các nhà sử học đã ghi lại lời của một lãnh tụ hàng đầu của La Mã là Cato rằng khi kết thúc một bài phát biểu về bất cứ vấn đề gì, ông này cũng có câu: "tôi cho rằng phải hủy diệt Carthage". Trong nửa đầu thế kỷ thứ 2 trước CN, dù không giành lại được nhiều quyền lực nhưng với các hoạt động thương mại, Carthage cũng đã khôi phục lại nhiều phần sự thịnh vượng trước kia. La Mã càng ngày càng nghi ngờ sự hồi sinh của Carthage và yêu cầu người Carthage từ bỏ thành phố của họ để lùi sâu vào trong lục địa Bắc Phi. Carthage, xứ sở buôn bán phụ thuộc vào giao thương trên biển khước từ yêu cầu này. Viện nguyên lão La Mã tuyên bố chiến tranh. Sau một thời gian bao vây, người La Mã chiếm được thành phố, binh lính La Mã đi từng nhà tàn sát dân cư Carthage. Đây có lẽ là vụ hành quyết có hệ thống đẫm máu nhất trước Chiến tranh thế giới thứ hai. Những người Carthage còn sống bị bắt và bị bán làm nô lệ. Cảng biển và thành phố bị phá hủy.